# Спенсерпорт (Њујорк)
Спенсерпорт (енгл. Spencerport) град је у америчкој савезној држави Њујорк.

## Демографија
По попису из 2010. године број становника је 3.601, што је 42 (1,2%) становника више него 2000. године.
| Група             | 2000.         | 2010.         |
| Белци             | 3.422 (96,2%) | 3.359 (93,3%) |
| Афроамериканци    | 20 (0,6%)     | 60 (1,7%)     |
| Азијати           | 18 (0,5%)     | 20 (0,6%)     |
| Хиспаноамериканци | 67 (1,9%)     | 109 (3,0%)    |
| Укупно            | 3.559         | 3.601         |